# 绿色清真寺
绿色清真寺（阿拉伯语：‎，Masjid al-Khadra）又名 我主雅各悲伤清真寺（Hizn Sidna Yaq'ub ）是一座清真寺，位于西岸纳布卢斯西南区老城基利心山较低的山坡。该清真寺为长方形，其叫拜楼高达30米。

## 历史
根据穆斯林传统，该清真寺坐落在雅各看到约瑟沾满鲜血的衣服的地点，庭院的右边的小屋据说是雅各坐在地上哀哭的地点。因此，该清真寺又名“我主雅各悲伤”根据撒玛利亚人的传统，绿色清真寺原为 犹太会堂，后来被十字军摧毁。考古学家迈克尔·阿维-约拿确定犹太会堂由撒玛利亚大祭司Akbon建于362年。。
1137年，阿卡的撒玛利亚人Ab Giluga重建了犹太会堂。但是一些西方学者却认为，由于现今清真寺的部分为哥特式建筑 ，在1170年代，这里有一座十字军教堂和钟楼。阿拉伯地理学家雅谷特·阿尔·哈马维在1225年记载说，在阿尤布王朝统治纳布卢斯期间，撒玛利亚人重建了犹太会堂。
1242年，圣殿骑士团破坏了这座建筑，后来又在1260年被蒙古摧毁。1290年，马穆鲁克王朝嘉拉温苏丹在位期间，将其改造为清真寺。建筑的大部分类似于马穆鲁克建筑，并增加了米哈拉布。
第二次巴勒斯坦大起义期间，在在2002年的纳布卢斯之战中，以色列推土机摧毁了清真寺的85％，其中包括马穆鲁克时期的米哈拉布。